# Thierry Villeneuve
Pour les articles homonymes, voir Villeneuve.
Thierry Villeneuve est un réalisateur français, né le 2 décembre 1967.

## Biographie
Après un passage à l'Université de Paris 8 à Saint Denis, il crée la société Capharnaüm Production avec Lisa Cleard en 1989. Ensemble, ils produiront une trentaine de films, notamment les premières œuvres de Christophe Lamotte, Pierre Chosson, Magaly Richard-Serrano, Darielle Tillon. En parallèle Thierry Villeneuve est également bassiste et batteur au sein du groupe Les Hurleurs, dont le premier album Bazar est produit par Théo Hakola.
Réalisateur de plusieurs courts métrages et du premier clip des Têtes Raides Le Phare, il réalise en 1998 un premier long métrage sur la tournée du groupe Louise Attaque Crachez vos souhaits. Le film tourné en super 16mm, sort en salles en 2001. Une version courte titrée Toute cette histoire est diffusée sur Arte en 2001. A la même époque il réalise sa première captation musicale en filmant le groupe à la Salle de la Cité à Rennes. Images inédites, un DVD sortira avec l’album Louise Attaque 20ème Anniversaire en 2017.
Par la suite plusieurs centaines de captations musicales suivront. Il travaille sur de nombreux festivals européens - La Route du Rock, Festival des Vieilles Charrues, Rock en Seine, Sziget Festival (Budapest, Hongrie), Primavera Sound Festival (Barcelone, Espagne et Porto, Portugal), Villa Aperta à La Villa Médicis  (Rome, Italie), BBK Live Festival (Bilbao, Espagne), Hellfest, Jazz sous les pommiers, Paléo Festival Nyon (Suisse)
Il participe en 2006 à la création de l'émission de world musique, Zandolive pour France Ô, co-réalisé avec Laurent Hasse. (Touré Kunda, Angélique Kidjo, Manou gallo, Cheb khaled, Salif Keïta...).
En 2010, il collabore avec Arnaud Samuel, violoniste de Louise Attaque, à la création du spectacle « La Traversée de l’Atlantique ». Son travail consiste à réaliser et mixer en temps réel (Vjing) des images projetées sur un tulle tendu devant la scène. Le spectacle sera joué 9 fois lors du Festival Mythos à Rennes, dans un bus transformé pour l'occasion en salles de spectacle puis repris à Paris dans le cadre du Festival Rhizomes aux Trois Baudets.
En 2012, il participe à la création de l'émission Les Salons de Musique  pour Arte Concert et Arte. Il réalise neuf épisodes de la série (sur 22). Il filmera à cette occasion Bertrand Chamayou, Lise de la Salle, Nemanja Radulovic, Chilly Gonzales, Cédric Tiberghien, Antoine Tamesti, Beatrice Berrut ou encore Camille Thomas.
Il réalise également des documentaires musicaux pour la chaîne Arte : Alain Bashung, faisons envie, Paléo 2013, Roma Villa Aperta filmé à la Villa Médicis à Rome, Helfest 2015 Masters Of Rock.
En 2014, Thierry Villeneuve entame avec Marc Dufaud la réalisation du film Daniel Darc, Pieces of My Life. Après 5 ans de travail, le film sort en salle le 24 juillet 2019. Dès sa sortie le film rencontre un vrai succès critique et public, restant même plusieurs semaines à l’affiche. Le film remporte deux Prix du Public, le premier au Festival F.A.M.E  Festival International de Films sur la Musique et le second au Festival Musical Ecran à Bordeaux. Le film a aussi été sélectionné au Festival international du film de La Rochelle, au Lausanne Underground Film and Music Festival et à Docilsboa (Portugal).
La nuit du 6 octobre 2018, dans le cadre de la Nuit Blanche, il réalise une captation de la Nuit Satie par le pianiste Nicolas Horvath à la Philharmonie de Paris lors d'un direct de plus de 8h30 sur CultureBox.
Le 30 mars 2021, il réalise pour la Fondation Cartier un live streaming de 6h d'une performance Friend of a Friend, imaginée par le chorégraphe Trajal Harrell dans l’exposition de Sarah Sze, De nuit en jour. 

## Arts et Photographie
En 2015, Thierry Villeneuve ouvre avec Simon Lourié une galerie d'art, Le 247. Installée dans un quartier populaire du 18ème arrondissement de Paris, dédié principalement à la photographie émergentes et documentaire, Le 247 a présenté en quatre ans une vingtaine d'expositions.
En 2017, Le 247 est sélectionné aux Rencontre de la Photographie d'Arles dans le cadre du Nouveau Prix Découverte avec le projet Retracing Our Steps, Fukushima Exclusion Zone de Carlos Ayesta et Guillaume Bression. Le projet remporte le Prix Découverte.

## Filmographie

### Comme réalisateur
- 1991 : La Fausse Parole[13], court-métrage (35mm Noir&Blanc)
- 1993 : Le Dormeur du Val[14], court-métrage (35mm Couleur)
- 1995 : Un Petit Coeur Tendre[15], court-métrage (35mm Couleur) Film tournée en Arménien, adapté de la nouvelle de Chahan Chahnour
- 1998 : Crachez Vos Souhaits, documentaire (35mm 1h25) Sortie en salles en 2001
- 2010 : Alain Bashung, Faisons Envie[16], documentaire - Diffusion ARTE
- 2013 : Emmène moi, Paléo, documentaire - Diffusion ARTE
- 2014 : Roma Villa Aperta, documentaire - Diffusion ARTE
- 2015 : Helfest 2015 Masters Of Rock, documentaire - Diffusion ARTE
- 2019 : Daniel Darc, Pieces Of My Life, documentaire (coréalisé avec Marc Dufaud) Sortie en salles en 2019
- 2019 : Paris X Berlin, documentaire - Diffusion ARTE (coréalisé avec Gautier&Leduc)[17]
- 2020 : Nuit Noire sur les Nuits Blanches, documentaire  (76 minutes) - Diffusion ARTE Concert (coréalisé avec Adeline Chahin)[18]
- 2022 : Peter Doherty et Frédéric Lo: The Fantasy Life of Poetry and Crime (62 minutes) - Diffusion ARTE

## Comme monteur
- 1991 : La Fausse Parole[13], court-métrage de Thierry Villeneuve (35mm Noir&Blanc)
- 1993 : Le Dormeur du Val[14], court-métrage de Thierry Villeneuve (35mm Couleur)
- 1995 : Un Petit Cœur Tendre[15], court-métrage de Thierry Villeneuve (35mm Couleur)
- 1998 : Crachez Vos Souhaits, long métrage documentaire de Thierry Villeneuve. Sortie en salles en 2001
- 2003 : The Take Project[19] de Zoé Inch, documentaire fiction (Digital Beta 26 minutes)
- 2004 : Rêve Cœur de Marc Dufaud, documentaire sur l'enregistrement de l'album Crèvecoeur de Daniel Darc (26 minutes)
- 2018 : AC/DC : Autoroute pour l'enfer[20] de Olivier Richard, documentaire pour CStar (90 minutes)
- 2019 : Daniel Darc, Pieces Of My Life, long métrage documentaire de Thierry Villeneuve et  Marc Dufaud. Sortie en salles en 2019
- 2019 : Paris X Berlin, documentaire - Diffusion ARTE (coréalisé avec Gautier&Leduc)[17]
- 2020 : Nuit Noire sur les Nuits Blanches, documentaire - Diffusion ARTE Concert
- 2022 : Peter Doherty et Frédéric Lo: The Fantasy Life of Poetry and Crime (62 minutes) - Diffusion ARTE

## Vidéographie
- Higelin en Plein Bataclan[21]
- Toute Cette Histoire (version courte du long métrage Crachez Vos Souhaits)
- Melody Gardot Live at the Olympia (2016) - Concert enregistré à l'Olympia en 2015 (sous le label Eagle Rock / Universal)[22]
- Alain Bashung Faisons envie (sortie avec l'album Tels Alain Bashung)[16]
- Concert de Louise Attaque à Rennes en 1998 (Sortie avec Louise Attaque 20ème Anniversaire)[3]
- Nuit Erik Satie : Nicolas Horvath / Live at the Philharmonie de Paris (DVD édité par NAXOS dans la collection Grand Piano)

## Vidéo-clips
- 1992 : Le Phare, Têtes Raides (Warner Music France)
- 2014 : Bluff and Buffalo, My Friend Jeff (Believe - Yasta)
- 2020 : Everlasting Child, Laurent Bardainne & Tigre d'Eau Douce (dans la série Home Studio(s) pour FIP)[23]
- 2020 : Arts and Crafts, Pritchard & Lo (dans la série Home Studio(s) pour FIP)[24]
- 2021 : The Fantasy Life of Poetry & Crime, Pete Doherty et Frédéric Lo [25]

## Captations musicales (sélection)
- 1998 :
  - Louise Attaque à la Salle de la Cité (Rennes)[3]
- 2007 :
  - Bloc Party à l’Olympia
  - The Shins à l’Elysée Montmartre
- 2008 :
  - The Cure à Bercy (Co-réalisé avec Laurent Hasse)
  - The Residents aux Transmusicales de Rennes
- 2009 :
  - Liz Mc Comb  « The Sacred Concert » à l’Église St Sulpice
  - Booba à la Cigale
- 2010 :
  - John McLaughlin à Jazz sous les Pommiers (Co-réalisé avec Laurent Hasse)
  - Oxmo Puccino à la Cigale
  - Philippe Katerine au Casino de Paris
  - Femi Kuti au Casino De Paris
- 2012 :
  - Rihanna au Trianon pour le 777 tour
  - Divine Comedy au Lieu Unique à Nantes
  - No Doubt à la Salle de la Mutualité
  - Skip The Use à l’Olympia
  - Arctic Monkeys à l’Olympia
  - Norah Jones au Festival "We Love Green"
  - Jeff Mills et l’Orchestre National d’île de France à la Salle Pleyel
  - The Cure aux Vieilles Charrues
  - François & The Atlas Mountain au Café de la Danse
- 2013 :
  - Placebo à Bercy
  - P.I.L à la Cité de la musique
  - Cocorosie au Théâtre des Bouffes du Nord
  - Jamie Lidell à la  Gaîté Lyrique
  - Robin Thicke au Palais de Tokyo
  - Sigur Rós au Paléo
- 2014 :
  - Christophe à la Villa Médicis à Rome
  - Asaf Avidan aux Folies Bergère
  - Joan as a Police Woman au Café de la Danse
- 2015 : 	
  - Tindersticks à la Philharmonie de Paris
  - Higelin et l’Orchestre National d’Ile de France à la Philharmonie de Paris
  - La Souris Déglinguée à l’Olympia
- 2016 : 
  - The Libertines à l’Olympia
  - Peaches à la Cigale
  - Melody Gardot à l’Olympia[22]
  - Dominique A et l’Orchestre National de Radio France (Auditorium de la Maison de la Radio)
  - The Spring Quartet en direct du Théâtre du Châtelet
- 2017 : 
  - Michel Portal au Festival Jazz sous les Pommiers
  - Christophe à la Salle Pleyel
  - Nuit Minimaliste (Glass, Riley, Cage) à la Philharmonie de Paris (Co-réalisé avec Samuel Petit)
- 2018 : 
  - Deep Purple au Hellfest
  - Nuit Satie par Nicolas Horvath, 8h45 de direct de la Philharmonie de Paris[9]
- 2019 : 
  - Anna Calvi à la Salle Pleyel
  - Mass Hysteria au Hellfest
  - The Cure à Rock en Seine
- 2021 :
  - Soirée Hommage à Christophe à la Philharmonie de Paris (avec Salvatore Adamo, Laetitia Casta, Malik Djoudi ,Elodie Frégé, Pascal Obispo, Arthur Teboul, Raphael...)
- 2024 :
  - Alice Sara Ott et Francesco Tristano Pianos Duo (Auditorium de la Maison de la Radio)